# Nederlands kampioenschap schaatsen allround 1914
Het Nederlands kampioenschap schaatsen allround voor mannen 1914 werd van 20 tot 21 januari 1914 verreden op de oude ijsbaan, de Weezenlanden baan in het park De Wezenlanden te Zwolle.
Titelverdediger was Coen de Koning, die de Nederlandse titel in 1912 te Leeuwarden had veroverd. Dit keer veroverde zijn broer Sjaak de Koning de Nederlandse titel.

## Klassement
| #      | Naam            | Punten | 500m       | 500m Finale | 5000m       | 1500m      | 1500m Finale | 10.000m     |
| ------ | --------------- | ------ | ---------- | ----------- | ----------- | ---------- | ------------ | ----------- |
| Goud   | Sjaak de Koning | 4      | 55,2 (1)   | 56,0 (1)    | 10.36,6 (1) | 2.49,4 (1) | 2.46,2 (1)   | 19.26,4 (1) |
| Zilver | Jan Bakker      | 8      | 59,8 (2)   | 1.02,6 (3)  | 11.07,8 (2) | 2.58,6 (2) | 2.57,6 (2)   | 21.58,6 (2) |
| Brons  | Marinus Zwart   | 14     |            |             | 11.50,0 (3) | 3.04,2 (3) | 3.01,6 (3)   | 22.59,4 (3) |
| 4      | Grady van Engen | 16     | 1.02,0 (4) | 1.02,6 (3)  | 12.08,2 (4) | 3.08,0 (4) | 3.07,4 (4)   | 24.13,2 (4) |
| 5      | H. M. de Jong   | 22     |            |             |             | 3.20,8 (5) |              | 24.49,0 (5) |
| NC     | D. Bartelink    | -      |            |             |             | 3.34,0 (7) |              | 27.50,0 (6) |
| NC     | N. N.           | -      |            |             |             | 3.22,8 (6) |              |             |
| NC     | C.A. Oldenhoff  | -      | 1.01,8 (3) | 1.02,0 (2)  |             |            |              |             |

NC = niet gekwalificeerd 